# Eeva Ruoppa
Eeva Ruoppa z d. Saarainen (ur. 2 maja 1932 w Miehikkälä, zm. 27 kwietnia 2013 tamże) – fińska biegaczka narciarska, brązowa medalistka olimpijska oraz brązowa medalistka mistrzostw świata.

## Kariera
Jej olimpijskim debiutem były igrzyska w Squaw Valley w 1960 roku. Wspólnie z Siiri Rantanen i Toini Pöysti wywalczyła brązowy medal w sztafecie 3 × 5 km. Zajęła także 11. miejsce w biegu na 10 km stylem klasycznym. Cztery lata później, podczas igrzysk olimpijskich w Innsbrucku była ósma w biegu na 5 km, a na dystansie 10 km zajęła 9. miejsce. Na kolejnych igrzyskach już nie startowała.
W 1962 roku wystartowała mistrzostwach świata w Zakopanem. Razem z Mirją Lehtonen i Siiri Rantanen zdobyła kolejny brązowy medal w sztafecie, a jej najlepszym indywidualnym wynikiem było 8. miejsce w biegu na 5 km techniką klasyczną. Startowała także na mistrzostwach świata w Oslo w 1966 roku. Zajęła tam dziewiąte miejsce w biegu na 5 km oraz 11. miejsce w biegu na 10 km.
Ruoppa nigdy nie zdobyła mistrzostwa Finlandii, ale zdobyła za to pięć srebrnych medali: w biegu na 10 km w 1961 i 1963 roku oraz w biegu na 5 km w latach 1963, 1964 i 1966. Brązowe medale mistrzostw Finlandii zdobyła w 1962 i 1966 roku w biegu na 10 km oraz w 1962 roku w biegu na 5 km.

## Osiągnięcia

### Igrzyska olimpijskie
| Miejsce | Dzień     | Rok  | Miejscowość  | Konkurencja             | Czas biegu | Strata  | Zwyciężczyni        |
| ------- | --------- | ---- | ------------ | ----------------------- | ---------- | ------- | ------------------- |
| 11.     | 20 lutego | 1960 | Squaw Valley | 10 km stylem klasycznym | 39:46,6    | +2:26,2 | Marija Gusakowa     |
| 3.      | 26 lutego | 1960 | Squaw Valley | Sztafeta 3 × 5 km       | 1:04:21,4  | +2:06,1 | Szwecja             |
| 9.      | 1 lutego  | 1964 | Innsbruck    | 10 km stylem klasycznym | 40:24,3    | +1:33,8 | Kławdija Bojarskich |
| 8.      | 5 lutego  | 1964 | Innsbruck    | 5 km stylem klasycznym  | 17:50,5    | +39,3   | Kławdija Bojarskich |

### Mistrzostwa świata
| Miejsce | Dzień     | Rok  | Miejscowość | Konkurencja             | Czas biegu | Strata  | Zwyciężczyni        |
| ------- | --------- | ---- | ----------- | ----------------------- | ---------- | ------- | ------------------- |
| 9.      | 19 lutego | 1962 | Zakopane    | 5 km stylem klasycznym  | 19:28,6    | +1:51,5 | Alewtina Kołczina   |
| 10.     | 21 lutego | 1962 | Zakopane    | 10 km stylem klasycznym | 39:48,2    | +3:13,5 | Alewtina Kołczina   |
| 3.      | 23 lutego | 1962 | Zakopane    | Sztafeta 3 × 5 km       | 58:08,9    | +3:24,1 | ZSRR                |
| 9.      | 23 lutego | 1966 | Oslo        | 5 km stylem klasycznym  | 17:18,9    | ?       | Alewtina Kołczina   |
| 11.     | 25 lutego | 1966 | Oslo        | 10 km stylem klasycznym | 36:25,5    | ?       | Kławdija Bojarskich |
| 5.      | 27 lutego | 1966 | Oslo        | Sztafeta 3 × 5 km       | 56:04,2    | +3:16,1 | ZSRR                |